# Клён змеекорый
Клён змееко́рый (лат. Acer capillipes, яп. ホソエカエデ хосокаэдэ) — вид деревьев рода Клён (Acer) семейства Сапиндовые (Sapindaceae). Естественно произрастает в горных районах Японии, в центре и на юге острова Хонсю (к югу от префектуры Фукусима), на островах Кюсю и Сикоку, обычно растёт у горных рек.

## Описание

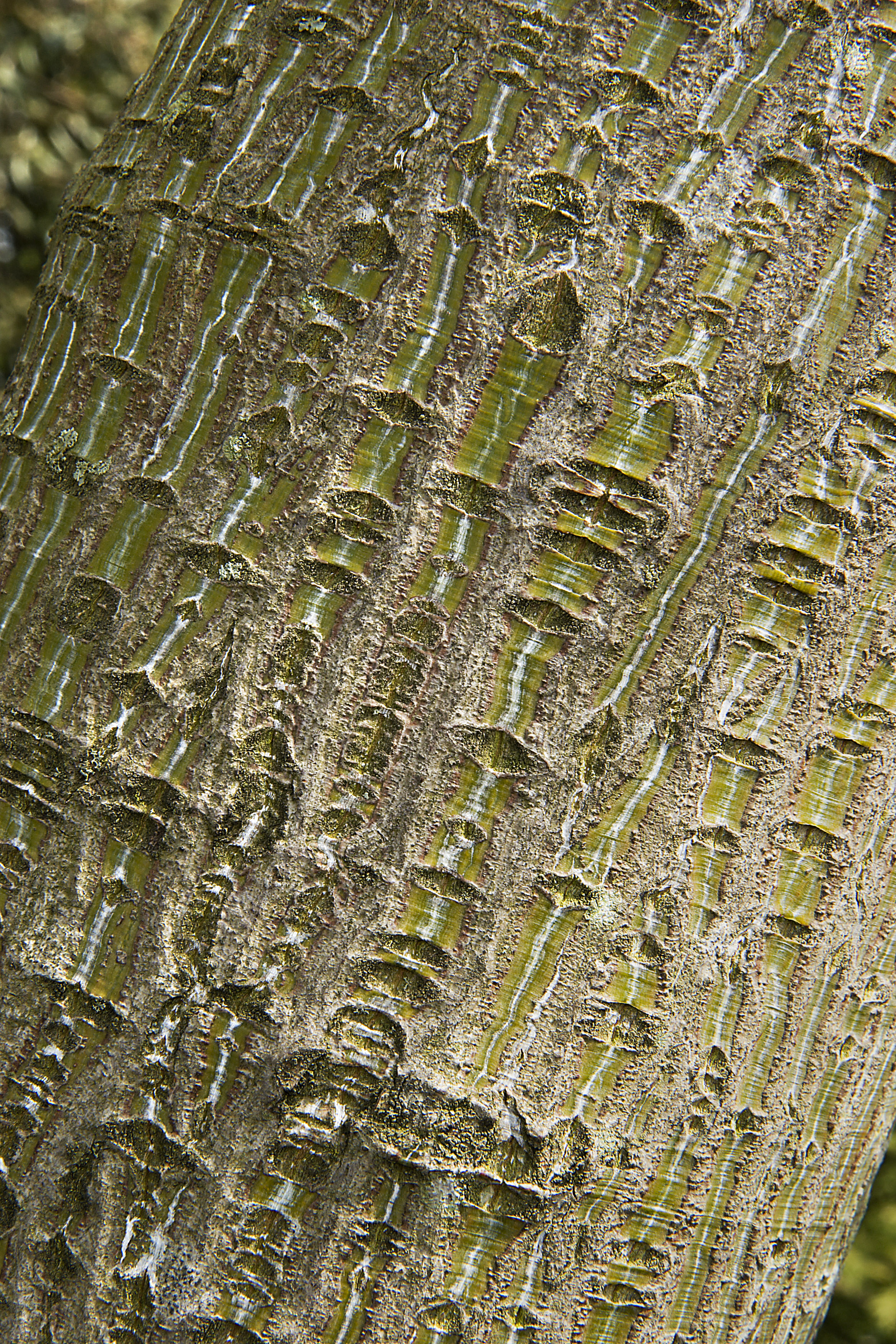
Кора

Небольшое листопадное дерево высотой до 10—15 м (изредка до 20 м) со стволом до 70 см в диаметре, хотя обычно меньше и часто имеет несколько стволов, крона распростёртая, ветви длинные, прямые.
Кора гладкая, оливково-зелёная с регулярными узкими вертикальными белыми полосами и маленькими горизонтальными коричневатыми чечевичками; этот рисунок сохраняется даже на старых деревьях.
Листья 10—15 см длиной и 6—12 см шириной, с тремя или пятью лопастями, базальные лопасти пятилопастных листьев малы; имеют пильчатый край, заметное жилкование и красноватые черешки 4—8 см диной. Летом листья зелёные, матовые или слегка блестящие, осенью приобретают ярко-жёлтую, оранжевую или красную окраску.
Цветёт поздней весной, цветки маленькие, зеленовато-жёлтые, собраны в 8—10-сантиметровые кисти, сначала стоячие, затем свисающие, с мужскими и женскими цветками в разных кистях.
Плод — парная крылатка, орешек 5 мм длиной, крылышко 2 см длиной.
От родственного клёна рыжеватожилкового (яп. ウリハダカエデ урихадакаэдэ), с которым он иногда растёт рядом, отличается красноватыми черешками, неопушёнными или слегка опушёнными листьями (в отличие от рыжего пуха на нижней стороне листьев Acer rufinerve) и цветением поздней весной, после распускания листьев.

## Классификация
Это клён относится к той же секции, что и другие змеекорые клёны, такие как Клён пенсильванский, Клён Давида и Клён рыжевато-жилковатый.

## Культивирование и использование
За свою полосатую кору и прекрасную осеннюю листву это дерево выращивается как декоративное. Когда его выращивают рядом с родственными видами, его можно отличить по наличию маленьких ржаво-оранжевых точек на коре. В Санкт-Петербурге, в парке Ботанического сада Петра Великого БИН РАН плодоносит. В культуре также часто встречается гибрид этого клёна с клёном Давида (Acer davidii).